# Rubén Erick Arando
Rubén Erick Arando (* 15. April 1994) ist ein bolivianischer Mittel- und Langstreckenläufer.

## Sportliche Laufbahn
Erste internationale Erfahrungen sammelte Rubén Erick Arando im Jahr 2018, als er bei den Südamerikaspielen in Cochabamba im 1500-Meter-Lauf in 4:00,48 min den achten Platz belegte. Im Jahr darauf erreichte er dann bei den Südamerikameisterschaften in Lima in 30:19,71 min den achten Rang über 10.000 Meter. 2020 gewann er bei den erstmals ausgetragenen Hallensüdamerikameisterschaften in Cochabamba in 8:41,17 min die Silbermedaille im 3000-Meter-Lauf hinter seinem Landsmann Juan Jorge González. Zudem wurde er über 1500 Meter in 4:00,85 min Vierter.
2018 wurde Arando bolivianischer Meister im 5000-Meter-Lauf sowie 2019 über 800 Meter.

## Persönliche Bestzeiten
- 800 Meter: 1:58,52 min, 4. Mai 2019 in Tarija
- 1500 Meter: 3:55,03 min, 10. August 2018 in Lima
  - 1500 Meter (Halle): 4:00,85 min, 1. Februar 2020 in Cochabamba
- 3000 Meter: 8:44,3 min, 17. März 2019 in Cochabamba
  - 3000 Meter (Halle): 8:33,54 min, 19. Januar 2020 in Cochabamba
- 5000 Meter: 14:22,98 min, 6. April 2019 in Cochabamba
- 10.000 Meter: 30:19,71 min, 24. Mai 2019 in Lima